# Europa Universalis II
Europa Universalis II é um jogo de estratégia desenvolvido pela Paradox Development Studio.
O jogador deve controlar uma nação de 1419 a 1820.
É a continuação do Europa Universalis.